# Zacharowka (obwód lipiecki)
Zacharowka (ros. Захаровка) – wieś (ros. село, trb. sieło) w zachodniej Rosji, centrum administracyjne sielsowietu zacharowskiego rejonu wołowskiego w obwodzie lipieckim.

## Geografia
Miejscowość położona jest nad ruczajem Dubowiec, 9,5 km od centrum administracyjnego rejonu (Wołowo), 125 km od stolicy obwodu (Lipieck).
W granicach miejscowości znajdują się ulice: Bamowskaja, Bieriegowaja, Czadajewskaja, Sadowaja, Sielskaja, Szkolnaja.

## Demografia
W 2012 r. miejscowość zamieszkiwało 677 osób.